# Lars Løberg Tofte
Pour les articles homonymes, voir Tofte.
Lars Løberg Tofte est un musicien norvégien. Il joue des claviers et de la guitare basse dans le groupe de rock Heroes & Zeros. Il est également l'un des choristes du groupe.